# Planchonella chartacea
Planchonella chartacea är en tvåhjärtbladig växtart som först beskrevs av Ferdinand von Mueller och George Bentham, och fick sitt nu gällande namn av Herman Johannes Lam. Planchonella chartacea ingår i släktet Planchonella och familjen Sapotaceae. Inga underarter finns listade i Catalogue of Life.